# Baeoura szadziewskii
Baeoura szadziewskii là một loài ruồi trong họ Limoniidae. Chúng phân bố ở miền Cổ bắc.